# Servigliano

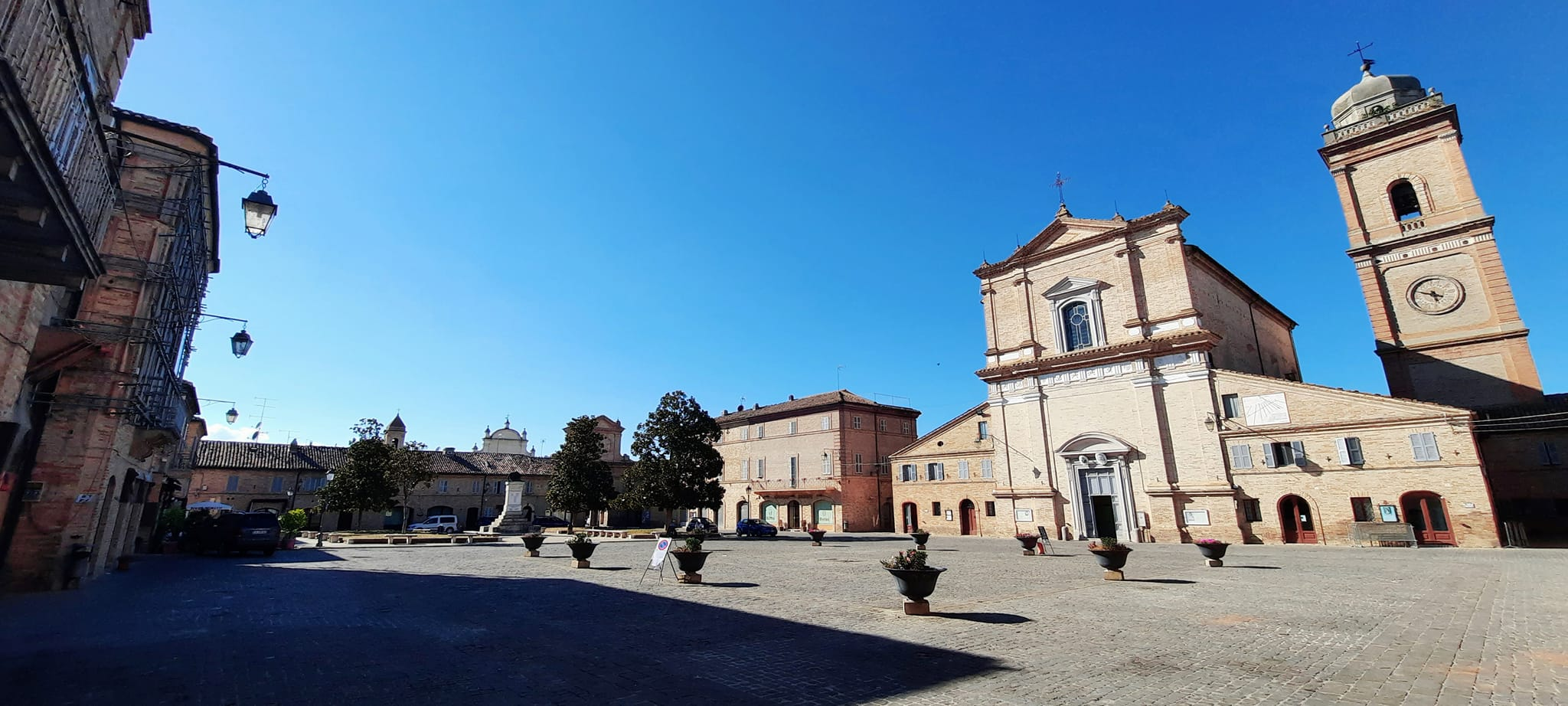
Piazza Roma, con la Collegiata di San Marco Evangelista.

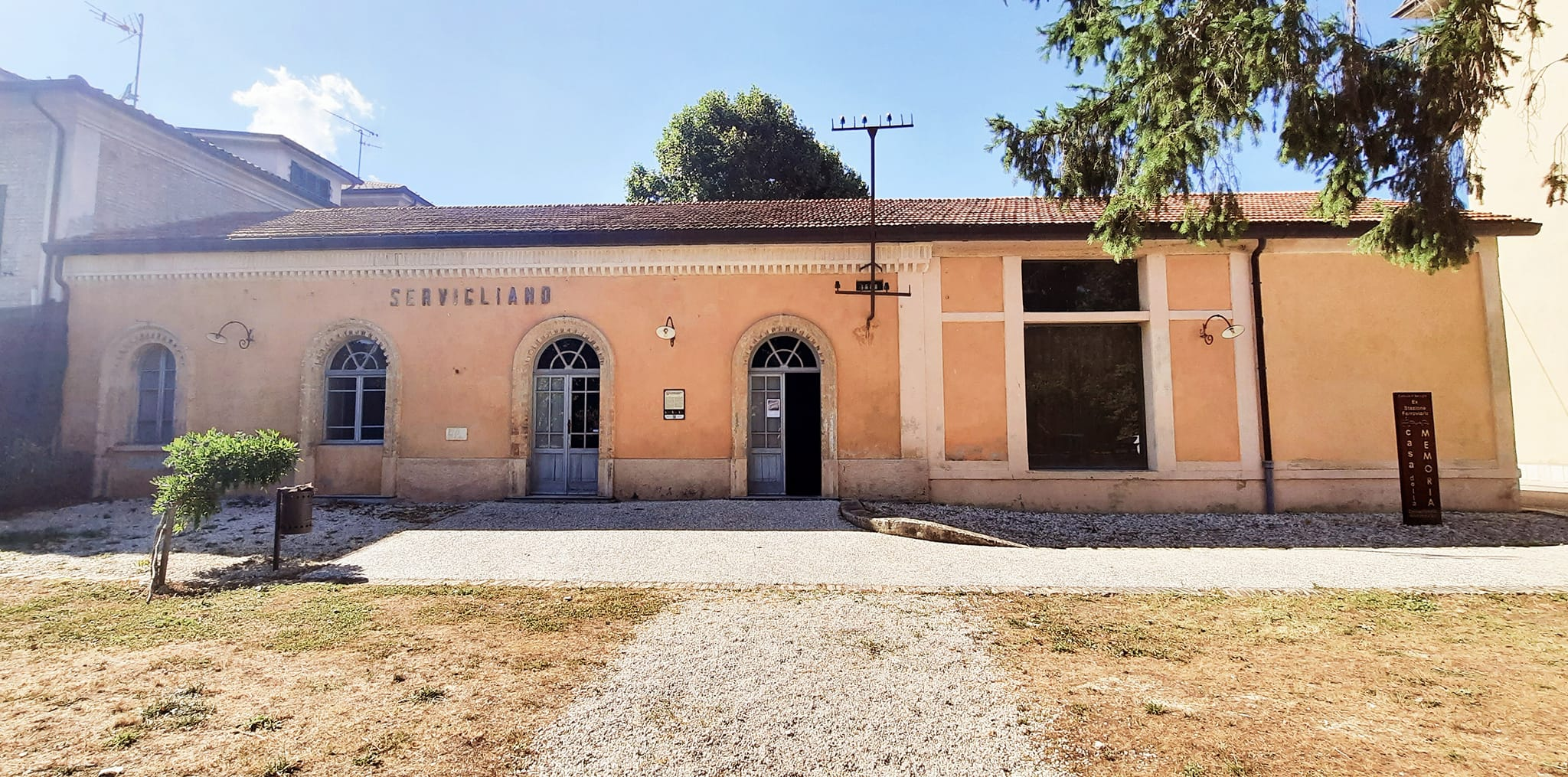
L'ex stazione ferroviaria di Servigliano, oggi sede della Casa della Memoria.

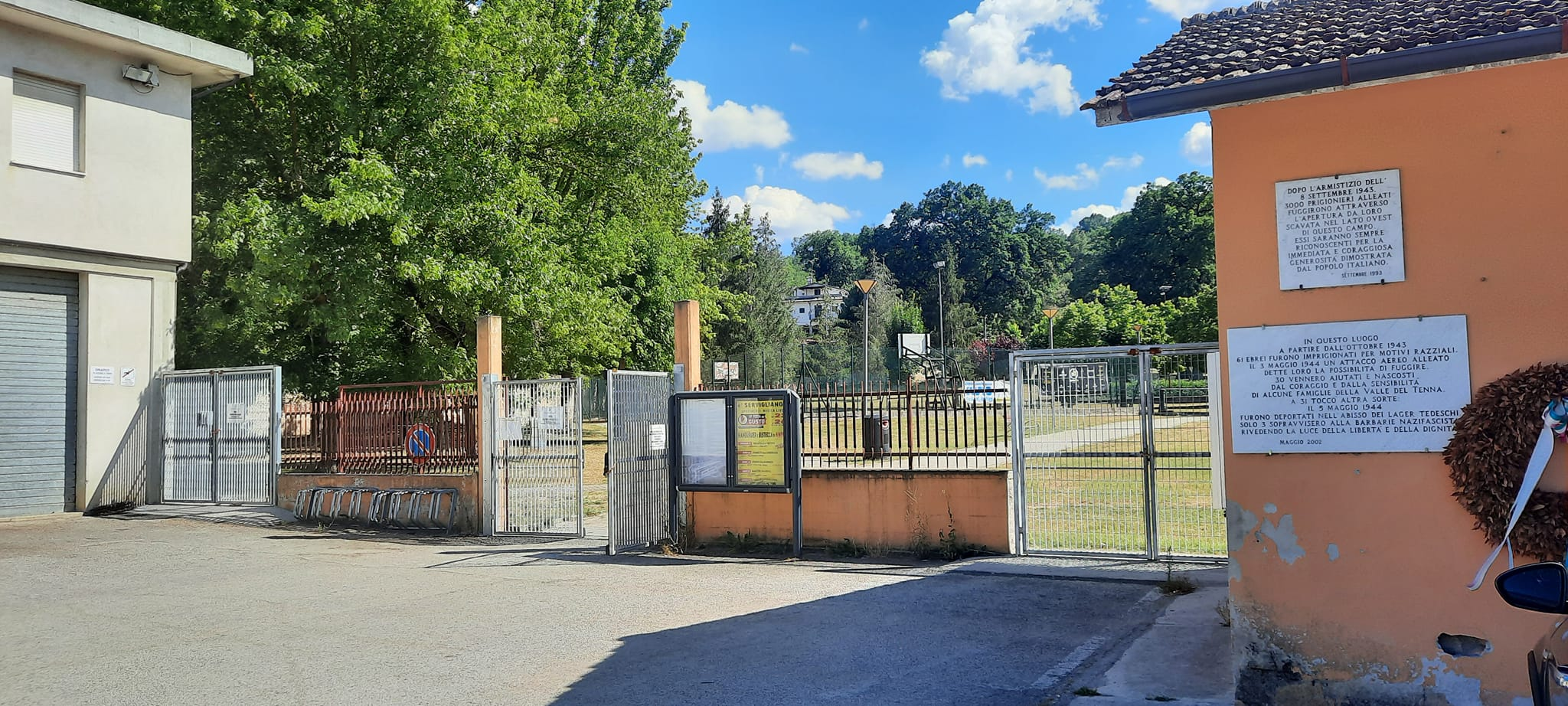
L'ingresso del Parco della Pace, ex sede del campo di concentramento di Servigliano.

Servigliano (Sarvejà o Servejà in dialetto fermano, o più modernamente Servijà; dal 1771 al 1863 Castel Clementino) è un comune italiano di 2 206 abitanti della provincia di Fermo nelle Marche, ma al confine con la provincia di Macerata. Il comune di Servigliano fa parte dei Borghi più belli d'Italia.

## Geografia fisica e descrizione
Il paese, distante da Fermo 21 km in linea d'aria, è situato a circa metà strada tra la costa adriatica e l'Appennino. A differenza di tutti i paesi confinanti, che sono arroccati su alture, sorge su un territorio pianeggiante (215 m s.l.m.). Il territorio si colloca nella valle del fiumeTenna, proveniente dai Monti Sibillini. Il fiume costeggia da vicino il lato nord-ovest del centro abitato nei pressi del punto di confluenza da sinistra con l'affluente Salino (torrente dalle acque salate) tra Penna san Giovanni e Falerone. Qualche chilometro prima, ai confini con Monte San Martino e Penna San Giovanni, al Tenna si congiunge, ancora da sinistra, il torrente Tennacola. Un breve tratto del fiume Ete Vivo sfiora il territorio comunale verso sud-est, al confine con Monteleone di Fermo.
Tra il centro abitato del paese e il fiume passa la strada statale 210 Fermana-Faleriense che da Porto Sant'Elpidio sulla costa adriatica, passando per Fermo, giunge fino ad Amandola, ai piedi dei Monti Sibillini, seguendo il corso del Tenna.

### Centro
Il nucleo del centro storico di Servigliano è disegnato dalla cinta muraria, un quadrato quasi perfetto (144×137 metri), dove il cardo (qui però in direzione NE-SE) congiunge, con il Corso Navarra, le due porte laterali: Porta Clementina (o Porta Marina) e Porta Pia; il decumano, posto lungo l'attuale corso Vecchiotti, dalla Porta Santo Spirito (o Porta Clementina occidentale) conduce alla Collegiata di San Marco Evangelista attraverso Piazza Roma. Al di fuori del perimetro della cinta muraria, difronte a Porta Marina, si trova la chiesa di Santa Maria del Piano, parte di un ex Convento omonimo, preesistente alla fondazione di Castel Clementino, con annesso oratorio del XV secolo.

### Frazioni
Verso sud, alla fine del principale centro abitato, il territorio si innalza gradualmente fino a oltre 400 m.s.l.m e vi si incontrano via via alcune frazioni: Colle Clementino (0,43 km), Fontemaggio (0,43 km), Madonnetta (1,46 km), San Filippo (1,88 km), Commenda (2,67 km), Santa Lucia (2,85 km), Curetta (2,90 km), e San Pietro (3,30 km). 
La frazione Curetta, nei cui pressi sorgeva l'antico paese e che pertanto più di altre conserva la sua eredità, è posta su un crinale lungo la strada Matenana e prende nome dalla cura parrocchiale istituita nel 1783 presso la chiesa di Santa Maria delle Piagge, eretta nel 1702 dal vescovo di Fermo.

### Clima
Il clima di Servigliano è sub-mediterraneo, siccome la città non si trova presso il Mar Adriatico che bagna la costa marchigiana. Le temperature sono elevate d’estate e fredde d’inverno.

## Storia
Anche Servigliano in origine occupava un'altura col suo nucleo originario risalente al Mille. Il suo nome (che richiama un Servilius o la gens Servilia) deriva infatti da una villa romana che si trovava a 4 chilometri di distanza in posizione più elevata rispetto all'attuale locazione. Nel 1771 il paese franò verso valle e fu ricostruito nell'attuale posizione, in prossimità del preesistente convento dei Frati Minori Osservanti da papa Clemente XIV, prendendo in suo onore il nome di Castel Clementino. La costruzione proseguì sotto Pio VI. Nel 1863, con l'Unità d'Italia, il paese riprese l'antico nome.
Nel 1915 a Servigliano fu costruito, a sud-ovest del centro abitato, un grande campo di prigionia che dalla prima guerra mondiale fino al 1955 condizionerà pesantemente le vicende storiche del paese, che vide dapprima la presenza di prigionieri austriaci, quindi di ebrei, greci, maltesi, inglesi e statunitensi e, infine, di profughi italiani dall'Istria, Libia ed Etiopia.

## Società

### Evoluzione demografica
Abitanti censiti

## Amministrazione

Il gonfalone comunale

| Periodo        | Periodo        | Primo cittadino    | Partito                                                       | Carica  | Note   |
| -------------- | -------------- | ------------------ | ------------------------------------------------------------- | ------- | ------ |
| 13 giugno 1985 | 20 maggio 1990 | Filippo Santoni    | Partito Comunista Italiano                                    | Sindaco | [ 22 ] |
| 20 maggio 1990 | 24 aprile 1995 | Filippo Santoni    | Partito Comunista Italiano Partito Democratico della Sinistra | Sindaco | [ 22 ] |
| 24 aprile 1995 | 14 giugno 1999 | Renzo Speranza     | Lista civica                                                  | Sindaco | [ 22 ] |
| 14 giugno 1999 | 14 giugno 2004 | Renzo Speranza     | Lista civica                                                  | Sindaco | [ 22 ] |
| 14 giugno 2004 | 8 giugno 2009  | Maurizio Marinozzi | Lista civica                                                  | Sindaco | [ 22 ] |
| 8 giugno 2009  | 26 maggio 2014 | Maurizio Marinozzi | Lista civica                                                  | Sindaco | [ 22 ] |
| 26 maggio 2014 | 27 maggio 2019 | Marco Rotoni       | Lista civica Progetto per Servigliano                         | Sindaco | [ 22 ] |
| 27 maggio 2019 | 10 giugno 2024 | Marco Rotoni       | Lista civica Progetto per Servigliano                         | Sindaco | [ 22 ] |
| 10 giugno 2024 | in carica      | Marco Rotoni       | Lista civica Progetto per Servigliano                         | Sindaco | [ 22 ] |

## Sport

### Calcio
La locale squadra di calcio è la San Marco, fondata nel 1945, militante in Eccellenza.
La San Marco Servigliano gestisce anche una squadra di calcio a 5 che gioca i campionati amatoriali UISP.

### Tennis Tavolo
Nel 2012 è stata fondata la A.S.D. Virtus Servigliano, società di tennis tavolo. Colori sociali: giallo-rosso. Sette i campionati vinti in pochissimi anni: D2 (2014), D1 (2015), C2 (2018), C1 (2019), B2 (2020), B1 (2023), A2 (2024). Nella stagione 2024/25 per la prima volta la Virtus Servigliano disputerà il campionato di serie A1 e sarà tra i piccoli paesi italiani ad affrontare uno sport olimpico di squadra nella massima serie. La formazione che ha ottenuto la promozione in A1: Danilo Faso (campione italiano Under 15, campione europeo Under 13, già n. 2 al Mondo tra gli Under 13); il capitano Matteo Cerza; il cinese Li Weimin; il bulgaro Daniel Gaybakyan; il nigeriano Orok Etim Effing. La squadra è seguita dal club di tifosi "Leoni Giallorossi". La società è presieduta fin dalla nascita da Fabio Paci, che nelle stagioni iniziali giocò anche in prima squadra.

### Impianti sportivi
Oltre allo stadio comunale (il Settimi) a Servigliano è presente anche un centro sportivo che si trova nel Parco della Pace, ex campo di prigionia CPG-59.